# Миночистач
Миночистач, също и тралчик (от рус. тральщик) е кораб със специално предназначение, задачата на който е търсене, откриване и унищожаване на морски мини и превеждането на кораби (съдове) през минните заграждения. Миночистачите са основна съставляваща на минно-тралните сили на ВМС.
Според водоизместимостта, мореходността и въоръжението миночистачите се делят на:
- морски (водоизместимост 660 – 1300 тона);
- базови (водоизместимост до 600 тона);
- рейдови (водоизместимост до 250 тона);
- речни (водоизместимост до 100 тона).

Според принципа си на действие се делят на чисто миночистачи (на английски: minesweepers) и миночистачи-търсачи (ловци) на мини (на английски: minehunters).
Основно въоръжение на миночистачите са различните типове тралове:
- контактни – представляват като правило здрави вериги с множество укрепени по тях ножове и направляващо-насочваща тежест в края им; с помощта на ножовете се срязват минреповете на мините, изплувалите мини се разстрелват, за да детонират;
- акустични – предназначени са за детонирането на мини с акустични взриватели, като имитират акустичната картина на преминаващ голям кораб;
- електромагнитни (соленоидни) – аналогично на акустичния, имитират електромагнитното излъчване на цел.

В съответствие с това към миночистачите има изисквания за акустична и електромагнитна скритост (маскировка). За да бъдат спазени те, се прилагат следните мерки:
- Конструктивни. Корпусът на миночистача се изпълнява от немагнитни материали (дърво, пластмаса), ограничават се размерите и газенето, поставят се размагнитващи устройства, използва се разсредоточаване на звука и звукоизолиращи механизми за намаляване на звука, некавитиращи гребни винтове.

- Профилактични. Периодично или пред тралене се измерват физическите полета на кораба (преди всичко акустичното и магнитното), вземат се мерки по намаляването им.

- Тактически. Корабът се използва в режими, минимизиращи полетата: малък ход (ниска скорост), за да се намали шумността и динамичното налягане, движение по възможност надлъжно на магнитните линии на Земята и т.н.

Първите миночистачи са използвани в руския флот в Порт Артур през 1904 г.
Появата на миночистачи-ловци на мини се налага от усъвършенстването на взривателите (детонаторите) на мините, което намалява сигурността по време на тралене. Затова се налага и логичното развитие на бойното тралене: да не се ползват тралове, а да се търсят и унищожават мините с детониращи заряди. Основното оръжие тук са разузнавателни апарати или плувци-сапьори. По-важни тук стават условията за използването им, макар изискванията за намаляване на физическите полета на миночистача-ловец на мини остават.
Към 2000 г. във флотите по света има 60 миночистача, 181 миночистача-ловци на мини, една ескадрила хеликоптери-миночистачи (22÷24 машини).
Като миночистачи може да се използва и авиация. В годините на Втората световна война много самолети на бомбардировъчната авиация на ВВС на Великобритания са преоборудвани за това. Сходни модификации са направени и със самолети на ВВС на Германия Junkers Ju 52/3m. За борба с магнитните мини те имат големи токопроводящи пръстени и допълнителни двигатели с генератори за създаване на мощно магнитно поле. Недостатък на тези системи, освен сложното им пилотиране, е, че при висока чувствителност на взривателите на мините те могат да детонират под самолета, който трябва да лети над самата повърхност на водата. Освен това така могат да се унищожават само мините, които са на малка дълбочина. Сега хеликоптерите на ВМС на САЩ CH-53 Sea Stallion (MH-53E) активно се използват като миночистачи.